# Jürgen Rumrich
Jürgen Rumrich (* 20. März 1968 in Miesbach) ist ein ehemaliger deutscher Eishockeyspieler und heutiger -trainer und -funktionär. Seit 2022 ist er sportlicher Leiter bei den Blue Devils Weiden.

## Karriere als Spieler
Nach seiner Zeit als Juniorenspieler beim TEV Miesbach und beim SB Rosenheim begann Rumrich seine Profikarriere in der Saison 1986/87 in der 2. Bundesliga beim EHC Freiburg. In seiner zweiten Saison schafften die Freiburger den Aufstieg. Ab der Spielzeit 1990/91 gehörte er der Mannschaft des BSC Preussen bzw. Berlin Capitals an und spielte acht Jahre in der Hauptstadt. Zur Saison 1998/99 schloss er sich den Kassel Huskies an, dessen Kapitän er bis zu seinem Abgang war. Ab der Saison 2000/01 spielte er für die Nürnberg Ice Tigers. Er beendete seine Karriere in der Saison 2004/05 bei den Hamburg Freezers in der DEL.
International spielte Rumrich bereits im Jugendbereich für die deutsche Nationalmannschaft. Sein Debüt für die A-Nationalmannschaft gab er 1992. Er nahm an den Olympischen Winterspielen 1992, 1998 und 2002 teil. Er spielte 182 Mal für Deutschland, dabei schoss er 27 Tore und erzielte 20 Assists. Damit ist er auf Platz 10 der Spieler mit den meisten Einsätzen.
Sein älterer Bruder Michael war ebenfalls Eishockeyspieler und spielte zum Teil mit ihm gemeinsam in Freiburg, Berlin sowie in der Nationalmannschaft.

## Karriere als Trainer & Funktionär
Nachdem er beim SC Riessersee für die Nachwuchsarbeit zuständig war und gleichzeitig in der DNL die Juniorenmannschaft trainierte, wechselte er zur Saison 2007/08 zu den Straubing Tigers in die DEL. Dort arbeitete er als Co-Trainer unter Erich Kühnhackl, ab November 2007 unter Bob Manno. In der Spielzeit 2008/09 war er zusätzlich Teammanager der Mannschaft. Im März 2009 wurde er als Nachfolger von Manno Cheftrainer der Straubing Tigers. Dort wurde er Ende Januar 2011 entlassen, nachdem das Team unter seiner Führung die sechste Niederlage in Folge erlitten hatte.
Von Oktober 2011 bis März 2012 war er Cheftrainer bei den Schwenninger Wild Wings. Anschließend war er bis zum Ende der Saison 2012/13 Geschäftsführer des Zweitligaclubs Landshut Cannibals und damit Nachfolger des scheidenden Geschäftsführers Bernd Truntschka.
Vom Dezember 2013 an war Jürgen Rumrich Cheftrainer der Kassel Huskies in der Oberliga West. Damit trainierte er den Verein, für den er auch schon als Spieler aktiv war. Er führte die Huskies zum Aufstieg in die DEL2. Einen neuen Vertrag erhielt Rumrich nach der Saison nicht.
Zwischen Februar 2015 und März 2020 war er sportlicher Leiter der Schwenninger Wild Wings. Von März 2021 bis Januar 2022 war er Geschäftsführer bei den Tölzer Löwen in der DEL2. Im Februar 2022 wurde er als neuer sportlicher Leiter bei den Blue Devils Weiden (Oberliga Süd) vorgestellt.

## Erfolge und Auszeichnungen
- 2002 Teilnahme am DEL All-Star Game
- 182 Länderspiele für die deutsche Eishockeynationalmannschaft